# آلن اسمیت (بازیکن فوتبال، زاده ۱۹۳۹)
آلن اسمیت (انگلیسی: Alan Smith; ۸ ژوئن ۱۹۳۹ – ۲۷ اوت ۲۰۱۶) بازیکن فوتبال اهل بریتانیا بود.
از باشگاه‌هایی که در آن بازی کرده‌است می‌توان به باشگاه فوتبال تورکی یونایتد اشاره کرد.